# 方塊忍者
《方塊忍者》（キュービックニンジャ，Cubic Ninja）是一款任天堂3DS平台上的动作游戏。本作於2011年4月7日發售。本作作为一款动作游戏，却另辟蹊径放弃按键及触摸屏操作只使用任天堂3DS内建的体感陀螺仪；玩家需要手持主机移动以操作方块忍者。

## 控制
《方塊忍者》的控制方法是直接把N3DS擺前擺後來控制遊戲內的主角CC移動。

## 外部連結
- （日語）遊戲官方網站
- （英文）遊戲官方網站
- （英文）IGN的介紹 （页面存档备份，存于）
- （日語）游戏在任天堂页面 （页面存档备份，存于）